# イジドール・ジョフロワ・サン＝ティレール
イジドール・ジョフロワ・サン＝ティレール（フランス語: Isidore Geoffroy Saint-Hilaire、1805年12月16日 - 1861年11月10日）は、フランスの動物学者、解剖学者。

## 生涯
フランスの博物学者エティエンヌ・ジョフロワ・サンティレールの子として1805年12月16日にパリに生まれ、幼いころは数学への適性をみせたがやがて自然科学や医学の勉強に打ち込むようになり、1824年父の助手に指名された。1832年から1837年にかけて、奇形学（Teratology）における偉大な功績とされる『 Histoire générale et particulière des anomalies de l’organisation chez l’homme et les animaux』を著した。
1829年に父の鳥類学講義を引き継いで完遂した後、3年間Athénéeで動物学を、高等研究実習院で奇形学を教えた。1833年にフランス科学アカデミー会員に選ばれ、1837年にはパリの理学部で父の代理(deputy)に指名される。翌年ボルドーに赴任してパリのと同様の学部を創設した。その後も引き続き、パリ・アカデミーの監察官(inspector)（1840年）、フランス国立自然史博物館教授（1841年、父の引退に伴い）、大学の総括監察官(inspector-general)（1844年）、理学部動物学教授（1850年、アンリ・ブランヴィルの死去に伴い）などを歴任した。1854年にパリ順化協会を設立して会長を務めた。
1861年11月10日、パリで死去した。

## 業績
主な著作物に以下のものがある。
- Essais de zoologie générale (1841年) [1]
- La Vie d'Étienne Geoffroy Saint-Hilaire (1847年) [1]
- Acclimatation et domestication des animaux utiles (1849年) [1]
- Lettres sur les substances alimentaires et particulièrement sur la viande de cheval (1856年) [1]
- Histoire naturelle générale des règnes organiques（全3巻, 1854年-1862年）[1]

また、これ以外にも動物学、比較解剖学、古生物学などについて多くの論文を残している。